# Schafberg (Hürtgenwald)
Schafberg ist ein Ortsteil der Gemeinde Hürtgenwald im Kreis Düren, Nordrhein-Westfalen.

## Lage
Der Ort liegt im Nationalpark Eifel in der Rureifel und im Naturpark Nordeifel direkt an den aufsteigenden Hängen zur Eifel. Nachbarorte sind Straß, Untermaubach und Kleinhau. Von Schafberg aus kann man weit in die Kölner Bucht und die Zülpicher Börde sehen. Die meisten Häuser haben einen unverbaubaren Blick auf den Kölner Dom und das Siebengebirge.
Schafberg liegt auf etwa 310 m über NHN.

## Geschichte

### Neugliederung
Am 1. Juli 1969 schlossen sich die ehemals selbstständigen, im Amtsverband Straß-Bergstein verwalteten Gemeinden Bergstein, Brandenberg, Gey, Großhau, Hürtgen, Kleinhau und Straß (mit Horm und Schafberg) freiwillig zur Gemeinde Hürtgenwald zusammen. Im Rahmen der kommunalen Neugliederung (Aachen-Gesetz) entstand die Gemeinde  Hürtgenwald durch die Eingliederung von Vossenack am 1. Januar 1972 in ihrer jetzigen Größe.

## Sonstiges
Bevor Willy Millowitsch sich 1964 ein Ferienhaus auf Elba kaufte, verbrachte er den Urlaub in seinem Anwesen in Schafberg.